# Арсениды

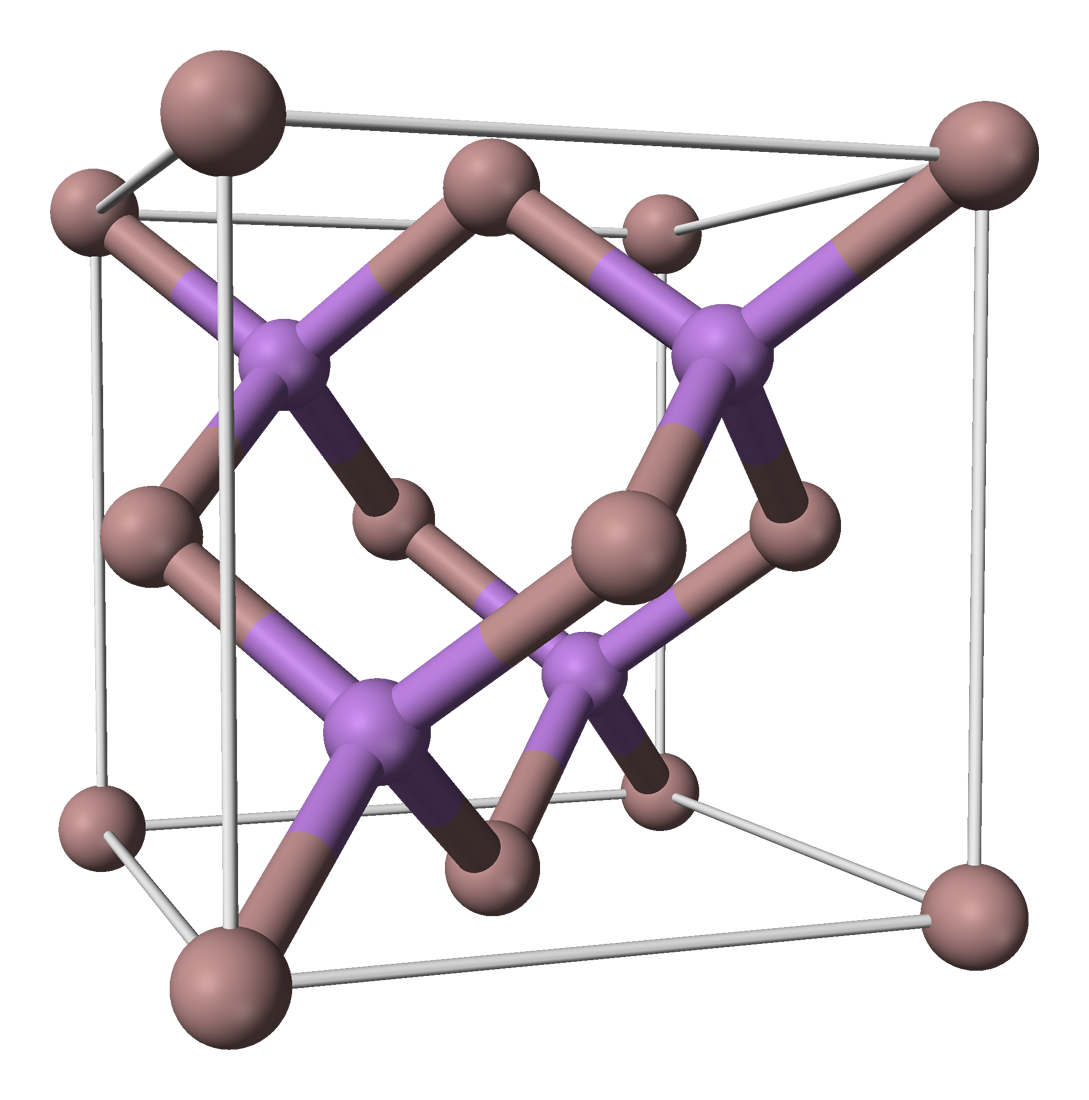
Модель кристаллической решётки арсенида галлия — полупроводникового материала, часто используемого в электронике, для изготовления СВЧ-диодов и светодиодов

Арсени́ды (лат. arsenicum — мышьяк), соединения мышьяка с более электроположительными элементами. Известны для всех металлов (и полуметаллов), кроме сурьмы, висмута, свинца и таллия.

## Классификация
По номенклатуре ИЮПАК рекомендуется указывать систематическое название арсенидов:
- CaAs2 — диарсенид кальция;
- Ca3As2 — диарсенид трикальция;

В рациональной номенклатуре название строится добавлением слова мышьяковистый:
- Ba3As2 — мышьяковистый барий;

## Физические свойства
Арсениды — кристаллические тугоплавкие соединения с металлическим блеском, обычно серебристо-белого или светло-серого цвета (иногда жёлтого или красного). Обладают полупроводниковой, полуметаллической или металлической (низшие арсениды) проводимостью.
Некоторые арсениды переходных металлов, например Cr2As и Fe2As, — антиферромагнетики. Высокими точками Нееля отличаются CrAs (823 К), Mn2As (580 К). MnAs — ферромагнетик. Некоторые арсениды, например MoAs2, Pd2As, при температуре ниже 1 К становятся сверхпроводниками.

## Типы арсенидов
Щелочные металлы образуют арсениды типов MAs и M3As.
Для Na и К известны NaAs5 и KAs2.
Из элементов 11-й группы (подгруппа Iб) Сu образует плавящийся конгруэнтно Cu3As наряду с другими низшими (например, Cu8As, Cu6As) и высшими (например, CuAs) арсенидами.
Элементы II группы образуют арсениды типа M3As2, плавящиеся конгруэнтно, и высшие MAs2 (М — Be, Cd, Zn), MAs3 и MAs4 (М — щелочноземельный металл).
Элементы 13-й подгруппы (подгруппа IIIa), кроме Тl, образуют плавящиеся конгруэнтно моноарсениды MAs, кристаллизующиеся в структуре сфалерита. Это — полупроводники с понижающимися от В к In температурами плавления и уменьшающейся шириной запрещённой зоны. Для В известен также низший арсенид B6As.
Арсениды редкоземельных элементов изучены мало.
Наиболее характерны для них моноарсениды MAs со структурой типа NaCl, диарсениды MAs2, а также M3As4. Наибольшее число арсенидов (8) известно для Еu.
Для U и Th известны арсениды типов MAs, M3As4 и MAs2, а также U2As.
Элементы 14-й подгруппы (подгруппа IVa) (кроме С и Рb) образуют плавящиеся конгруэнтно MAs. Для Si и Ge также известны MAs2, для Sn — Sn3As4.
Для элементов подгруппы Ti (4-я подгруппа) характерны соединения M4As, MAs, MAs2.
Переходные металлы V—VII групп образуют арсениды состава M3As, M2As, M5As2, MAs, MAs2.
Для этих элементов характерна тенденция к уменьшению числа образующихся арсенидов при переходе от четвёртого периода к пятому и шестому.
Число арсенидов уменьшается также при переходе от V к VII группе и снова увеличивается при переходе к подгруппе Ni.
Наибольшее число арсенидов известно для V (7) и для Ni (8), тогда как для Re и Os — только по одному (Re3As7 и OsAs2).
Существуют двойные арсениды: MM’As (например, NaCdAs и FeMnAs), MM2’As2 (CaNi2As2 и др.), MIIMIVAs2 (например, CdGeAs2) и др.
Известны тройные интерметаллические соединения и соли со сложными анионами, например XAs4 (X = Ge, Si, Zn, Co и др.), способными образовывать цепочечные, слоистые и каркасные структуры.
К арсенидам близки соединения с двумя электроотрицательными элементами в молекуле. Это арсенофосфиды MAsP и арсенохалькогениды, в частности арсеносульфиды MAsS. Большинство из них — полупроводники.

## Химические свойства
Арсениды щелочных металлов гидролизуются водой с выделением очень ядовитого газа арсина, реагируют с влагой воздуха, поэтому эти соединения должны храниться исключительно в герметичной таре без доступа воздуха и воды, манипуляции с ними допустимы только в герметичных боксах:
{\displaystyle {\mathsf {Na_{3}As+3H_{2}O\ {\xrightarrow {}}\ 3NaOH+AsH_{3}\uparrow }}}
Арсениды щелочноземельных металлов с водой реагируют медленно, легко — с разбавленными кислотами:
{\displaystyle {\mathsf {Ba_{3}As_{2}+6H_{2}O\ {\xrightarrow {}}\ 3Ba(OH)_{2}+2AsH_{3}\uparrow }}}
{\displaystyle {\mathsf {AlAs+3HCl\ {\xrightarrow {}}\ AlCl_{3}+AsH_{3}\uparrow }}}
Арсениды переходных металлов (d-элементов), как правило, с водой практически не взаимодействуют, реагируют с кислотами и при сплавлении — со щелочами.
С увеличением атомного содержания мышьяка в молекуле химическая стойкость арсенидов увеличивается. При действии окислителей или при нагревании на воздухе арсениды окисляются до арсенатов(III) или до оксида мышьяка As2O3.
{\displaystyle {\mathsf {WAs_{2}+3O_{2}\ {\xrightarrow {T}}\ WO_{3}+As_{2}O_{3}}}}
Высшие арсениды при нагревании теряют часть As, переходя в низшие арсениды.

## Получение
Арсениды получают чаще всего сплавлением As с соответствующим металлом в вакууме, инертной атмосфере, под давлением пара As или под слоем флюса, например В9О3, а также действием пара As на металлы.
{\displaystyle {\mathsf {Mn+As\ {\xrightarrow {T}}\ MnAs}}}
Для получения мелких кристаллов или плёнок используют химические транспортные реакции.
Арсениды могут быть получены взаимодействием AsCl3 с металлами, AsH3 с их оксидами, растворами солей или с металлоорганических соединений, сплавлением As с галогенидами металлов, восстановлением арсенатов(V) или арсенатов(III) металлов водородом, взаимодействием As с растворами металлов в жидком аммиаке NH3 и др.

### Нахождение в природе
Известно около 25 природных минералов, относящихся к арсенидам (см. также Категория:Арсениды (минералы)).
Важнейшие из них:
- Арсенопирит FeAsS
- Лёллингит FeAs2
- Глаукодот (Co, Fe)AsS
- Кобальтин CoAsS
- Смальтин CoAs3-x (другие названия шмальтин CoAs3−2, саффлорит  CoAs2)
- Герсдорфит (герсфордит) NiAsS
- Никелин (минерал) NiAs
- Раммельсбергит (крутовит) NiAs2
- Сперрилит PtAs2

## Применение
Арсениды применяют в основном как полупроводниковые материалы, важнейший из них — арсенид галлия. Иногда применяют в качестве зооцидов для уничтожения грызунов. 

## Безопасность
Основную опасность при работе с арсенидами представляет ядовитый газ арсин, образующийся при взаимодействии арсенидов с влагой воздуха, при их травлении кислотами и т. п.